# دیزنی اینتراکتیو
دیزنی اینتراکتیو (انگلیسی: Disney Interactive) شرکت بازی ویدئویی و سرگرمی آمریکایی است، که در سال ۱۹۹۵ تأسیس شد.